# Stupeur et Tremblements (film)
Stupeur et Tremblements (Nederlands: Met angst en beven) is een film van Alain Corneau uit 2003. De film is gebaseerd op de roman Stupeur et tremblements van Amélie Nothomb. De film werd gedraaid in Kioto.

## Verhaal
De Belgische Amélie heeft tot haar vijfde in Japan gewoond. Na haar studie keert ze voor een jaar terug naar Japan waar ze een tijdelijk contract krijgt als vertaler bij een grote firma. Dit loopt echter niet zoals gedacht door de Japanse hiërarchische bedrijfscultuur.
Amélie moet onzinnige klusjes doen voor het afdelingshoofd. Haar teamleider stelt zich aanvankelijk begripvol op, tot Amélie de kans krijgt om zich te bewijzen. Vanaf dat moment maakt haar teamleider - die zich door de ambities van de westerse nieuwkomer bedreigd voelt - haar het leven zuur. 

## Rolverdeling
| Acteur         | Personage |
| -------------- | --------- |
| Sylvie Testud  | Amélie    |
| Kaori Tsuji    | Fubuki    |
| Tarô Suwa      | Saito     |
| Bison Katayama | Omochi    |
| Yasunari Kondo | Tenshi    |